# Sant Pere de Sedret
Sant Pere del Sidral (Sant Pere de Sedret o St. Pierre de Cedret en francès) és el nom d'un llogaret, i també el de l'església que el presidia, al municipi alt-cerdà de la Tor de Querol. Se situa a 1.208 metres d'altitud, i en l'actualitat està arruïnat.

## Història
L'indret és esmentat ja al 1062 amb el nom de Villa Sidraleto, tal com apareix en un plet de propietat que, posteriorment, s'utilitzà com a documentació en estudis jurídics. Del 1159 és una indicació que el lloc hauria estat anomenat "Llinars".
El 1663, el governador de Puigcerdà ordenà que el poble proveís acantonament per un grup de soldats, basant-se en el fet que Sant Pere de Sedret no apareixia en la llista de pobles cedits a França pel Tractat dels Pirineus. Els regidors de la Tor protestaren davant la comissió franco-espanyola de límits situada a Figueres, i aquesta conclogué que el llogaret era una dependència de la Tor de Querol, pertanyent al regne de França, de manera que no podia complir les exigències del governador espanyol. La qüestió es reproduiria periòdicament -ressorgí per exemple el 1703, en la confiscació per contraban de set mules carregades de sal, que enfrontà el veguer de Puigcerdà amb l'intendent francès- fins que els Tractats de Baiona del 1866 fixaren definitivament la línia de frontera. Per a les converses prèvies als tractats, el govern espanyol comissionà el capità d'Estat Major Juan Pacheco perquè reconegués la frontera entre les dues Cerdanyes i recollís el màxim d'informació per a la defensa dels interessos espanyols. En l'informe previ que es lliurà a l'oficial el 1864 se l'indicava -entre altres- la qüestió sensible de Sant Pere de Sedret entre les jurisdiccions de Guils de Cerdanya i la Tor de Querol. La delimitació definitiva acabà donant un traçat "força complex" a causa de les "interpretacions dels límits històrics de Sant Pere de Sedret" (Capdevila La delimitació de la frontera hispanofrancesa (2011).

### L'església de Sant Pere de Sedret
Al segle xiii, l'església de Sant Pere de Sedret i el priorat de Sant Pere de la Roca passaren a dependre del priorat agustinià de Santa Maria de Cornellà de Conflent.
Es documenta que el 1312 Sedret era parròquia. A les visites pastorals del bisbe d'Urgell del primer quart del segle xviii es destaquen les males condicions de l'església de Sant Pere: tenia un "paviment molt indecent", la pila de beneir sense cobertura, les parets amenaçaven ruïna i les úniques estovalles d'altar estaven estripades.